# Istone H4
L'istone H4 è una delle cinque proteine istoniche principali che vanno a costituire la struttura portante dei nucleosomi e quindi della cromatina. Un dimero composto da 2 istoni H4 si combina infatti con uno composto da 2 istoni H3 a formare l'eterotetramero centrale del nucleosoma.
La struttura della proteina, composta da 103 amminoacidi, è globulare e presenta una lunga coda che finisce con l'estremità N-terminale della catena polipeptidica. Insieme all'istone H3, è la proteina meno soggetta a modificazioni evolutive che si conosca: il gene che la codifica nei bovini differisce di soli due nucleotidi dall'analogo gene dei piselli. Questo alto livello di conservazione è dovuto all'importante ruolo ricoperto dalla proteina, tale che piccole mutazioni nella sua struttura portino quasi sempre alla morte della cellula ospitante. L'istone H4 può essere soggetto a modificazioni covalenti come la metilazione e l'acetilazione, che incidono sull'espressione genica del DNA avvolto intorno all'istone di cui fa parte.

## Genetica
L'istone H4 è codificato in locus genici diversi fra cui: HIST1H4A, HIST1H4B, HIST1H4C, HIST1H4D, HIST1H4E, HIST1H4F, HIST1H4H, HIST1H4I, HIST1H4J, HIST1H4K, HIST1H4L, HIST2H4A, HIST2H4B, HIST4H4, Hip.